# Volleyball World Beach Pro Tour 2022
Volleyball World Beach Pro Tour 2022 var den första upplagan av tävlingsserien, som arrangeras av FIVB. Den spelades 16 mars 2022 till 29 januari 2023 och hade tre nivåer i stigande statusordning: Future, Challenge and Elite 16. Säsongen avslutas med en tourfinal för de tio bästa lagen. Tävlingen ersatte FIVB Beach Volleyball World Tour.

## Spelkalender[2]
Legend
| World Championships   |
| Beach Pro Tour Finals |
| Elite 16              |
| Challenge             |
| Future                |

### Damer
| Turnering                                                                   | Mästare                                                                      | Tvåa                                                     | Trea                                                                                         | Fyra                                                                          |
| --------------------------------------------------------------------------- | ---------------------------------------------------------------------------- | -------------------------------------------------------- | -------------------------------------------------------------------------------------------- | ----------------------------------------------------------------------------- |
| Tlaxcala Challenge Tlaxcala, Mexiko US$75 000 16–20 mars 2022               | Bárbara Seixas (BRA) · Carolina Solberg Salgado (BRA) · 21–19, 21–18         | Katja Stam (NED) · Raïsa Schoon (NED)                    | Elize Maia (BRA) · Thamela Galil (BRA) · 18–21, 21–17, 15–9                                  | Taiana Lima (BRA) · Hegeile Almeida (BRA)                                     |
| Rosarito Elite 16 Rosarito, Mexiko US$150 000 23–27 mars 2022               | Katja Stam (NED) · Raïsa Schoon (NED) · 21–14, 21–13                         | Anastasija Kravčenoka (LAT) · Tīna Graudiņa (LAT)        | Talita Antunes (BRA) · Rebecca Cavalcante (BRA) · 22–20, 21–19                               | Betsi Flint (USA) · Kelly Cheng (USA)                                         |
| Coolangatta Future Coolangatta, Australien US$5 000 30 mars–3 april 2022    | Taryn Kloth (USA) · Kristen Nuss (USA) · 19–21, 21–9, 15–7                   | Nicole Laird (AUS) · Phoebe Bell (AUS)                   | Toni Rodriguez (USA) · Susannah Muno (USA) · 24–22, 21–17                                    | Suzuka Hashimoto (JPN) · Reika Murakami (JPN)                                 |
| Songkhla Future Songkhla, Thailand US$5 000 14–17 april 2022                | Varapatsorn Radarong (THA) · Tanarattha Udomchavee (THA) · 21–16, 21–12      | Ren Matsumoto (JPN) · Non Matsumoto (JPN)                | Amanda Harnett (CAN) · Alina Dormann (CAN) · 15–21, 22–20, 15–9                              | Alisha Stevens (AUS) · Caitlin Bettenay (AUS)                                 |
| Itapema Challenge Itapema, Brasilien US$75 000 14–17 april 2022             | Kelley Kolinske (USA) · Sara Hughes (USA) · 21–18, 21–18                     | Katja Stam (NED) · Raïsa Schoon (NED)                    | Andressa Cavalcanti (BRA) · Vitória Rodrigues (BRA) · 21–11, 21–17                           | Karla Borger (GER) · Julia Sude (GER)                                         |
| Doha Challenge Doha, Qatar US$75 000 5–8 maj 2022                           | Bárbara Seixas (BRA) · Carolina Solberg Salgado (BRA) · 21–13, 21–13         | Chantal Laboureur (GER) · Sarah Schulz (GER)             | Tanja Hüberli (SUI) · Nina Brunner (SUI) · 13–21, 21–19, 15–11                               | Taliqua Clancy (AUS) · Mariafe Artacho del Solar (AUS)                        |
| Kuşadası Challenge Kuşadası, Turkiet US$75 000 19–22 maj 2022               | Taryn Kloth (USA) · Kristen Nuss (USA) · 21–12, 17–21, 17–15                 | Taliqua Clancy (AUS) · Mariafe Artacho del Solar (AUS)   | Terese Cannon (USA) · Sarah Sponcil (USA) · 21–11, 17–21, 15–12                              | Sandra Ittlinger (GER) · Isabel Schneider (GER)                               |
| Madrid Future Madrid, Spanien US$5 000 19–22 maj 2022                       | Paula Soria (ESP) · Sofía González (ESP) · 21–19, 21–14                      | Marta Menegatti (ITA) · Valentina Gottardi (ITA)         | Viktoria Orsi Toth (ITA) · Reka Orsi Toth (ITA) · 21–18, 21–17                               | Dorina Klinger (AUT) · Ronja Klinger (AUT)                                    |
| Ostrava Elite 16 Ostrava, Tjeckien US$150 000 25–29 maj 2022                | Svenja Müller (GER) · Cinja Tillmann (GER) · 21–18, 21–16                    | Talita Antunes (BRA) · Rebecca Cavalcante (BRA)          | Tanja Hüberli (SUI) · Nina Brunner (SUI) · 21–16, 21–18                                      | Joana Heidrich (SUI) · Anouk Vergé-Dépré (SUI)                                |
| Cervia Future Cervia, Italien US$5 000 26–29 maj 2022                       | Mexime van Driel (NED) · Emma Piersma (NED) · 21–16, 21–15                   | Menia Bentele (SUI) · Anna Lutz (SUI)                    | Viktoria Orsi Toth (ITA) · Reka Orsi Toth (ITA) · 22–20, 21–17                               | Marta Menegatti (ITA) · Valentina Gottardi (ITA)                              |
| Jūrmala Elite 16 Jūrmala, Lettland US$150 000 1–5 juni 2022                 | Sarah Pavan (CAN) · Melissa Humana-Paredes (CAN) · 21–19, 20–22, 15–7        | Bárbara Seixas (BRA) · Carolina Solberg Salgado (BRA)    | Eduarda Santos Lisboa (BRA) · Ana Patrícia Ramos (BRA) · 21–19, 21–17                        | Sara Hughes (USA) · Kelley Kolinske (USA)                                     |
| Klaipėda Future Klaipėda, Lettland US$5 000 2–5 juni 2022                   | Monika Paulikienė (LIT) · Erika Kliokmanaitė (LIT) · 21–19, 21–18            | Tjaša Kotnik (SLO) · Tajda Lovšin (SLO)                  | Jessica Gaffney (USA) · Molly Turner (USA) · 22–20, 21–19                                    | Heleene Hollas (EST) · Liisa Soomets (EST)                                    |
| FIVB World Championships Rom, Italien US$500 000 10–19 juni 2022            | Eduarda Santos Lisboa (BRA) · Ana Patrícia Ramos (BRA) · 21–17, 21–19        | Sophie Bukovec (CAN) · Brandie Wilkerson (CAN)           | Svenja Müller (GER) · Cinja Tillmann (GER) · 16–21, 21–10, 15–0                              | Joana Heidrich (SUI) · Anouk Vergé-Dépré (SUI)                                |
| Balıkesir Future Balıkesir, Turkiet US$5 000 16–19 juni 2022                | Savannah Simo (USA) · Megan Kraft (USA) · 21–17, 21–12                       | Brook Bauer (USA) · Katie Horton (USA)                   | Daniela Álvarez (ESP) · Tania Moreno (ESP) · 21–17, 21–16                                    | Monika Paulikienė (LIT) · Erika Kliokmanaitė (LIT)                            |
| Białystok Future Białystok, Polen US$5 000 23–26 juni 2022                  | Megan Kraft (USA) · Emily Stockman (USA) · 21–17, 34–36, 15–11               | Anhelina Khmil (UKR) · Tetiana Lazarenko (UKR)           | Jagoda Gruszczyńska (POL) · Aleksandra Wachowicz (POL) · 23–21, 21–17                        | Brook Bauer (USA) · Katie Horton (USA)                                        |
| Ios Future Ios, Grekland US$5 000 29 juni–2 juli 2022                       | Dorina Klinger (AUT) · Ronja Klinger (AUT) · 20–22, 21–17, 15–11             | Tjaša Kotnik (SLO) · Tajda Lovšin (SLO)                  | Ieva Dumbauskaitė (LIT) · Gerda Grudzinskaitė (LIT) · 17–21, 21–10, 16–14                    | Katarzyna Kociołek (POL) · Marta Łodej (POL)                                  |
| Giardini Naxos Future Giardini Naxos, Italien US$5 000 30 juni–3 juli 2022  | Margherita Bianchin (ITA) · Claudia Scampoli (ITA) · 21–16, 17–21, 15–13     | Sarah Cools (BEL) · Lisa van den Vonder (BEL)            | Valentina Cali (ITA) · Margherita Tega (ITA) · 21–15, 32–30                                  | Reka Orsi Toth (ITA) · Eleonora Gili (ITA)                                    |
| Gstaad Elite 16 Gstaad, Schweiz US$150 000 6–10 juli 2022                   | Eduarda Santos Lisboa (BRA) · Ana Patrícia Ramos (BRA) · 21–19, 20–22, 15–10 | Bárbara Seixas (BRA) · Carolina Solberg Salgado (BRA)    | Taliqua Clancy (AUS) · Mariafe Artacho del Solar (AUS) · 22–20, 22–24, 15–9                  | Anastasija Kravčenoka (LAT) · Tīna Graudiņa (LAT)                             |
| Lecce Future Lecce, Italien US$5 000 7–10 juli 2022                         | Miller Pata (VAN) · Sherysyn Toko (VAN) · 15–21, 21–19, 15–9                 | Marta Menegatti (ITA) · Valentina Gottardi (ITA)         | Cecilia Peralta (ARG) · Maia Najul (ARG) · 21–11, 23–21                                      | Alisha Stevens (AUS) · Georgia Johnson (AUS)                                  |
| Espinho Challenge Espinho, Portugal US$75 000 14–17 juli 2022               | Taliqua Clancy (AUS) · Mariafe Artacho del Solar (AUS) · 19–21, 21–19, 15–12 | Corinne Quiggle (USA) · Sarah Schermerhorn (USA)         | Andressa Cavalcanti (BRA) · Vitória Rodrigues (BRA) · 21–19, 21–18                           | Paula Soria (ESP) · Sofía González (ESP)                                      |
| Cirò Marina Future Cirò Marina, Italien US$5 000 14–17 juli 2022            | Madelyne Anderson (USA) · Molly Turner (USA) · 21–11, 21–18                  | Heleene Hollas (EST) · Liisa Soomets (EST)               | Valentina Cali (ITA) · Margherita Tega (ITA) · 16–21, 21–13, 16–14                           | Giulia Rubini (ITA) · Giada Godenzoni (ITA)                                   |
| Daegu Future Daegu, South Korea US$5 000 14–17 juli 2022                    | Dong Jie (CHN) · Yuan Lvwen (CHN) · 21–16, 21–13                             | Kana Motomura (JPN) · Harumi Sakai (JPN)                 | Rumpaipruet Numwong (THA) · Charanrutwadee Patcharamainaruebhorn (THA) · 21–18, 17–21, 15–12 | Miyu Sakamoto (JPN) · maju Sawame (JPN)                                       |
| Agadir Challenge Agadir, Marocko US$75 000 21–24 juli 2022                  | Emma Piersma (NED) · Mexime van Driel (NED) · 22–20, 21–13                   | Barbora Hermannová (CZE) · Marie-Sára Štochlová (CZE)    | Marta Menegatti (ITA) · Valentina Gottardi (ITA) · 21–19, 21–16                              | Megan McNamara (CAN) · Nicole McNamara (CAN)                                  |
| Leuven Future Leuven, Belgien US$5 000 21–24 juli 2022                      | Xia Xinyi (CHN) · Lin Meimei (CHN) · 12–21, 21–13, 15–5                      | Valentyna Davidova (UKR) · Diana Lunina (UKR)            | Yuan Lvwen (CHN) · Dong Jie (CHN) · 21–18, 18–21, 15–11                                      | Tina Thurin (SWE) · Sanna Thurin (SWE)                                        |
| Warszawa Future Warszawa, Polen US$5 000 21–24 juli 2022                    | Anhelina Khmil (UKR) · Tetiana Lazarenko (UKR) · 21–17, 18–21, 15–10         | Katarzyna Kociołek (POL) · Marta Łodej (POL)             | Brecht Piersma (NED) · Wies Bekhuis (NED) · 21–15, 21–13                                     | Anna Pospíšilová (CZE) · Martina Williams (CZE)                               |
| Ljubljana Future Ljubljana, Slovenien US$5 000 28–31 juli 2022              | Zhu Lingdi (CHN) · Wang Fan (CHN) · 21–19, 22–24, 15–12                      | Tjaša Kotnik (SLO) · Maja Marolt (SLO)                   | Xia Xinyi (CHN) · Lin Meimei (CHN) · 21–13, 21–12                                            | Georgia Johnson (AUS) · Alisha Stevens (AUS)                                  |
| Mysłowice Future Mysłowice, Polen US$5 000 28–31 juli 2022                  | Valentyna Davidova (UKR) · Diana Lunina (UKR) · 21–18, 21–18                 | Katarzyna Kociołek (POL) · Marta Łodej (POL)             | Brecht Piersma (NED) · Wies Bekhuis (NED) · 21–18, 21–16                                     | Zeng Jinjin (CHN) · Wang Xinxin (CHN)                                         |
| Hamburg Elite 16 Hamburg, Tyskland US$150 000 10–14 augusti 2022            | Kelly Cheng (USA) · Betsi Flint (USA) · 21–19, 21–18                         | Nina Brunner (SUI) · Tanja Hüberli (SUI)                 | Karla Borger (GER) · Julia Sude (GER) · 10–21, 23–21, 15–11                                  | Bárbara Seixas (BRA) · Carolina Solberg Salgado (BRA)                         |
| Budapest Future Budapest, Ungern US$5 000 11–14 augusti 2022                | Zeng Jinjin (CHN) · Wang Xinxin (CHN) · 19–21, 22–20, 15–13                  | Xia Xinyi (CHN) · Lin Meimei (CHN)                       | Franziska Friedl (AUT) · Katharina Holzer (AUT) · 21–18, 21–0                                | Michaela Břínková (CZE) · Michala Frank (CZE)                                 |
| Cortegaça Future Cortegaça, Portugal US$5 000 11–14 augusti 2022            | Dong Jie (CHN) · Yuan Lvwen (CHN) · 21–16, 21–15                             | Nele Schmitt (GER) · Melanie Paul (GER)                  | Miroslava Dunárová (CZE) · Daniela Resová (CZE) · 21–18, 20–22, 16–14                        | Anete Namiķe (LAT) · Līva Ēbere (LAT)                                         |
| Baden Future Baden, Österrike US$5 000 24–27 augusti 2022                   | Iryna Makhno (UKR) · Inna Makhno (UKR) · 18–21, 22–20, 20–18                 | Zeng Jinjin (CHN) · Wang Xinxin (CHN)                    | Anna-Lena Grüne (GER) · Chenoa Christ (GER) · 21–16, 21–14                                   | Zhu Lingdi (CHN) · Lin Meimei (CHN)                                           |
| Paris Elite 16 Paris, Frankrike US$150 000 28 september–2 oktober 2022      | Katja Stam (NED) · Raïsa Schoon (NED) · 21–16, 22–20                         | Anastasija Samoilova (LAT) · Tīna Graudiņa (LAT)         | Eduarda Santos Lisboa (BRA) · Ana Patrícia Ramos (BRA) · 21–12, 13–21, 15–8                  | Betsi Flint (USA) · Kelly Cheng (USA)                                         |
| Maldiverna Challenge Nalaguraidhoo, Maldiverna US$75 000 13–16 oktober 2022 | Taru Lahti-Liukkonen (FIN) · Niina Ahtiainen (FIN) · 21–16, 23–21            | Katharina Schützenhöfer (AUT) · Lena Plesiutschnig (AUT) | Anniina Parkkinen (FIN) · Sara Sinisalo (FIN) · 21–18, 20–22, 15–13                          | Emily Stockman (USA) · Megan Kraft (USA)                                      |
| Dubai Challenge 1 Dubai, Förenade arabemiraten US$75 000 22–25 oktober 2022 | Barbora Hermannová (CZE) · Marie-Sára Štochlová (CZE) · 18–21, 21–17, 15–12  | Xia Xinyi (CHN) · Lin Meimei (CHN)                       | Katie Horton (USA) · Julia Scoles (USA) · 26–24, 24–20                                       | Taravadee Naraphornrapat (THA) · Worapeerachayakorn Kongphopsarutawadee (THA) |
| Dubai Challenge 2 Dubai, Förenade arabemiraten US$75 000 27–30 oktober 2022 | Isabel Schneider (GER) · Julia Sude (GER) · 21–17, 21–14                     | Molly Turner (USA) · Madelyne Anderson (USA)             | Taravadee Naraphornrapat (THA) · Worapeerachayakorn Kongphopsarutawadee (THA) · 21–10, 21–18 | Katie Horton (USA) · Julia Scoles (USA)                                       |
| Cape Town Elite 16 Cape Town, Sydafrika US$150 000 3–6 november 2022        | Talita Antunes (BRA) · Thamela Galil (BRA) · 22–20, 21–16                    | Terese Cannon (USA) · Sarah Sponcil (USA)                | Eduarda Santos Lisboa (BRA) · Ana Patrícia Ramos (BRA) · 21–15, 21–15                        | Lézana Placette (FRA) · Alexia Richard (FRA)                                  |
| Uberlândia Elite 16 Uberlândia, Brasilien US$150 000 9–13 november 2022     | Eduarda Santos Lisboa (BRA) · Ana Patrícia Ramos (BRA) · 21–17, 27–29, 15–11 | Andressa Cavalcanti (BRA) · Vitória Rodrigues (BRA)      | Carolina Solberg Salgado (BRA) · Bárbara Seixas (BRA) · 21–19, 17–21, 15–13                  | Taiana Lima (BRA) · Hegeile Almeida (BRA)                                     |
| Red Sea Challenge Al Galala, Egypten US$75 000 17–20 november 2022          |                                                                              |                                                          |                                                                                              |                                                                               |
| Torquay Challenge Torquay, Australien US$75 000 23–27 november 2022         | Sara Hughes (USA) · Kelly Cheng (USA) · 21–11, 21–16                         | Yuan Lvwen (CHN) · Dong Jie (CHN)                        | Xia Xinyi (CHN) · Lin Meimei (CHN) · 19–21, 21–14, 15–9                                      | Emily Stockman (USA) · Megan Kraft (USA)                                      |
| Torquay Elite 16 Torquay, Australien US$150 000 29 november–3 december 2022 | Sara Hughes (USA) · Kelly Cheng (USA) · 21–17, 21–11                         | Betsi Flint (USA) · Julia Scoles (USA)                   | Taliqua Clancy (AUS) · Mariafe Artacho del Solar (AUS) · 21–14, 19–21, 15–13                 | Kristen Nuss (USA) · Taryn Kloth (USA)                                        |
| Subic Bay Future Olongapo, Filippinerna US$5 000 9–11 december 2022         | Cherry Rondina (PHI) · Jovelyn Gonzaga (PHI) · 22–24, 21–12, 15–12           | Floremel Rodriguez (PHI) · Genesa Eslapor (PHI)          | Miyu Sakamoto (JPN) · maju Sawame (JPN) · 21–15, 21–18                                       | Anita Dave (ISR) · Yahli Ashush (ISR)                                         |
| Haag Future Haag, Nederländerna US$5 000 27–30 december 2022                | Brecht Piersma (NED) · Emi van Driel (NED) · 21–13, 21–11                    | Chenoa Christ (GER) · Kim van de Velde (GER)             | Monika Paulikienė (LIT) · Ainė Raupelytė (LIT) · 21–13, 20–22, 15–13                         | Wies Bekhuis (NED) · Pleun Ypma (NED)                                         |
| The Finals Doha, Qatar US$800 000 26–29 januari 2023                        | Sara Hughes (USA) · Kelly Cheng (USA) · 21–18, 21–16                         | Eduarda Santos Lisboa (BRA) · Ana Patrícia Ramos (BRA)   | Katja Stam (NED) · Raïsa Schoon (NED) · 21–18, 21–10                                         | Taliqua Clancy (AUS) · Mariafe Artacho del Solar (AUS)                        |

### Herrar
| Turnering                                                                   | Mästare                                                               | Tvåa                                                  | Trea                                                                          | Fyra                                               |
| --------------------------------------------------------------------------- | --------------------------------------------------------------------- | ----------------------------------------------------- | ----------------------------------------------------------------------------- | -------------------------------------------------- |
| Tlaxcala Challenge Tlaxcala, Mexiko US$75 000 16–20 mars 2022               | Michał Bryl (POL) · Bartosz Łosiak (POL) · 21–17, 21–16               | Noé Aravena (CHL) · Vicente Droguett (CHL)            | Aleksandrs Samoilovs (LAT) · Jānis Šmēdiņš (LAT) · 22–20, 21–12               | Vitor Felipe (BRA) · Renato Carvalho (BRA)         |
| Rosarito Elite 16 Rosarito, Mexiko US$150 000 23–27 mars 2022               | Cherif Younousse (QAT) · Ahmed Tijan (QAT) · 21–17, 21–15             | Alexander Brouwer (NED) · Robert Meeuwsen (NED)       | Anders Mol (NOR) · Christian Sørum (NOR) · 12–21, 21–17, 15–12                | Michał Bryl (POL) · Bartosz Łosiak (POL)           |
| Coolangatta Future Coolangatta, Australien US$5 000 30 mars–3 april 2022    | Izac Carracher (AUS) · Mark Nicolaidis (AUS) · 21–11, 21–16           | Jake MacNeil (CAN) · Alexander Russell (CAN)          | Thomas Hodges (AUS) · Max Guehrer (AUS) · 21–13, 21–18                        | Jakub Zdybek (POL) · Paweł Lewandowski (POL)       |
| Songkhla Future Songkhla, Thailand US$5 000 14–17 april 2022                | Carlo Bonifazi (ITA) · Davide Benzi (ITA) · 27–25, 21–19              | Miles Evans (USA) · Andy Benesh (USA)                 | Thomas Reid (NZL) · Ben O'Dea (NZL) · w/o                                     | Julian Hörl (AUT) · Alexander Horst (AUT)          |
| Itapema Challenge Itapema, Brasilien US$75 000 14–17 april 2022             | George Wanderley (BRA) · André Stein (BRA) · 19–21, 21–14, 15–12      | Ondřej Perušič (CZE) · David Schweiner (CZE)          | Leon Luini (NED) · Ruben Penninga (NED) · w/o                                 | Kusti Nõlvak (EST) · Mart Tiisaar (EST)            |
| Doha Challenge Doha, Qatar US$75 000 5–8 maj 2022                           | Michał Bryl (POL) · Bartosz Łosiak (POL) · 21–18, 21–15               | Paolo Nicolai (ITA) · Samuele Cottafava (ITA)         | Martin Ermacora (AUT) · Moritz Pristauz (AUT) · 21–17, 21–18                  | Yorick de Groot (NED) · Stefan Boermans (NED)      |
| Madrid Future Madrid, Spanien US$5 000 12–15 maj 2022                       | Quentin Métral (SUI) · Yves Haussener (SUI) · 11–21, 27–25, 15–13     | Pablo Herrera (ESP) · Adrián Gavira (ESP)             | Matthew Immers (NED) · Mart van Werkhoven (NED) · 21–15, 17–21, 15–11         | Nejc Zemljak (SLO) · Jan Pokeršnik (SLO)           |
| Kuşadası Challenge Kuşadası, Turkiet US$75 000 19–22 maj 2022               | David Åhman (SWE) · Jonatan Hellvig (SWE) · 19–21, 21–18, 15–12       | Chris McHugh (AUS) · Paul Burnett (AUS)               | Clemens Wickler (GER) · Nils Ehlers (GER) · 21–12, 17–21, 15–12               | Adrian Carambula (ITA) · Enrico Rossi (ITA)        |
| Rhodes Future Rhodes, Grekland US$5 000 19–22 maj 2022                      | Quentin Métral (SUI) · Yves Haussener (SUI) · 21–18, 18–21, 15–10     | Logan Webber (USA) · Miles Evans (USA)                | Jyrki Nurminen (FIN) · Santeri Sirén (FIN) · 21–11, 21–15                     | Jakub Szałankiewicz (POL) · Mateusz Florczyk (POL) |
| Ostrava Elite 16 Ostrava, Tjeckien US$150 000 25–29 maj 2022                | Anders Mol (NOR) · Christian Sørum (NOR) · 15–21, 23–21, 15–13        | Ondřej Perušič (CZE) · David Schweiner (CZE)          | Alexander Brouwer (NED) · Robert Meeuwsen (NED) · 25–23, 21–19                | Pablo Herrera (ESP) · Adrián Gavira (ESP)          |
| Cervia Future Cervia, Italien US$5 000 26–29 maj 2022                       | Fabrizio Manni (ITA) · Frankrikesco Vanni (ITA) · 21–19, 21–12        | Zachery Schubert (AUS) · Thomas Hodges (AUS)          | Eylon Elazar (ISR) · Netanel Ohana (ISR) · 18–21, 21–15, 15–4                 | Immanuel Zürcher (SUI) · Jonathan Jordan (SUI)     |
| Jūrmala Elite 16 Jūrmala, Lettland US$150 000 1–5 juni 2022                 | Paolo Nicolai (ITA) · Samuele Cottafava (ITA) · 16–21, 27–25, 15–12   | Cherif Younousse (QAT) · Ahmed Tijan (QAT)            | André Stein (BRA) · George Wanderley (BRA) · 21–17, 18–21, 15–13              | Kusti Nõlvak (EST) · Mart Tiisaar (EST)            |
| Klaipėda Future Klaipėda, Lettland US$5 000 2–5 juni 2022                   | Julian Hörl (AUT) · Alexander Horst (AUT) · 24–22, 21–12              | Eylon Elazar (ISR) · Netanel Ohana (ISR)              | Jyrki Nurminen (FIN) · Santeri Sirén (FIN) · 21–19, 21–19                     | Jakub Šépka (CZE) · Tomáš Semerád (CZE)            |
| FIVB World Championships Rom, Italien US$500 000 10–19 juni 2022            | Anders Mol (NOR) · Christian Sørum (NOR) · 21–15, 21–16               | Renato Carvalho (BRA) · Vitor Felipe (BRA)            | André Stein (BRA) · George Wanderley (BRA) · 15–21, 21–17, 15–11              | Chaim Schalk (USA) · Theodore Brunner (USA)        |
| Balıkesir Future Balıkesir, Turkiet US$5 000 16–19 juni 2022                | Đorđe Klašnić (SRB) · Lazar Kolarić (SRB) · 21–17, 21–18              | Brad Fuller (NZL) · Sam O'Dea (NZL)                   | Thomas Hartles (NZL) · Alani Nicklin (NZL) · w/o                              | Thomas Reid (NZL) · Ben O'Dea (NZL)                |
| Białystok Future Białystok, Polen US$5 000 23–26 juni 2022                  | Jakub Szałankiewicz (POL) · Mateusz Florczyk (POL) · 21–13, 21–18     | Sergiy Popov (UKR) · Eduard Reznik (UKR)              | Robert Juchnevič (LTU) · Artūr Vasiljev (LTU) · 21–19, 21–13                  | Patrikas Stankevičius (LTU) · Audrius Knašas (LTU) |
| Ios Future Ios, Grekland US$5 000 29 juni–2 juli 2022                       | Václav Berčík (CZE) · Matyas Džavoronok (CZE) · 21–15, 21–11          | Eylon Elazar (ISR) · Netanel Ohana (ISR)              | Issa Batrane (ENG) · Frederick Bialokoz (ENG) · 21–15, 21–14                  | Nils Ringøen (NOR) · Svein Solhaug (NOR)           |
| Giardini Naxos Future Giardini Naxos, Italien US$5 000 30 juni–3 juli 2022  | Brad Fuller (NZL) · Sam O'Dea (NZL) · 19–21, 21–16, 17–15             | Davide Benzi (ITA) · Carlo Bonifazi (ITA)             | Jakob Windisch (ITA) · Gianluca Dal Corso (ITA) · 18–21, 22–20, 15–9          | Patrikas Stankevičius (LTU) · Audrius Knašas (LTU) |
| Gstaad Elite 16 Gstaad, Schweiz US$150 000 6–10 juli 2022                   | Marco Grimalt (CHL) · Esteban Grimalt (CHL) · 21–19, 22–20            | Ondřej Perušič (CZE) · David Schweiner (CZE)          | Christiaan Varenhorst (NED) · Steven van de Velde (NED) · 20–22, 21–16, 15–12 | Bruno Oscar Schmidt (BRA) · Saymon Santos (BRA)    |
| Lecce Future Lecce, Italien US$5 000 7–10 juli 2022                         | Jakob Windisch (ITA) · Gianluca Dal Corso (ITA) · 13–21, 21–18, 15–12 | Sergiy Popov (UKR) · Eduard Reznik (UKR)              | Jacob Brinck (DEN) · Kristoffer Abell (DEN) · 21–17, 21–19                    | Bautista Amieva (ARG) · Leo Aveiro (ARG)           |
| Espinho Challenge Espinho, Portugal US$75 000 14–17 juli 2022               | Michał Bryl (POL) · Bartosz Łosiak (POL) · 17–21, 21–13, 15–11        | Martin Ermacora (AUT) · Moritz Pristauz (AUT)         | Aleksandrs Samoilovs (LAT) · Jānis Šmēdiņš (LAT) · 21–17, 21–14               | Piotr Kantor (POL) · Maciej Rudol (POL)            |
| Cirò Marina Future Cirò Marina, Italien US$5 000 14–17 juli 2022            | Bautista Amieva (ARG) · Leo Aveiro (ARG) · 21–16, 21–0                | Davide Benzi (ITA) · Carlo Bonifazi (ITA)             | Issa Batrane (ENG) · Frederick Bialokoz (ENG) · 22–20, 21–18                  | Markus Mol (NOR) · Nils Ringøen (NOR)              |
| Agadir Challenge Agadir, Marocko US$75 000 21–24 juli 2022                  | Matthew Immers (NED) · Stefan Boermans (NED) · 21–13, 21–8            | Mathias Berntsen (NOR) · Hendrik Mol (NOR)            | Marco Krattiger (SUI) · Florian Breer (SUI) · 19–21, 21–14, 15–10             | Chris McHugh (AUS) · Paul Burnett (AUS)            |
| Leuven Future Leuven, Belgien US$5 000 21–24 juli 2022                      | Bautista Amieva (ARG) · Leo Aveiro (ARG) · 17–21, 21–10, 15–13        | Philipp Huster (GER) · Benedikt Sagstetter (GER)      | Vladyslav Iemelianchyk (UKR) · Denys Denysenko (UKR) · 16–21, 24–22, 15–13    | Liam Patte (FRA) · Timothée Platre (FRA)           |
| Warszawa Future Warszawa, Polen US$5 000 21–24 juli 2022                    | Michał Kądzioła (POL) · Marcin Ociepski (POL) · 21–16, 21–18          | Piotr Janiak (POL) · Jędrzej Brożyniak (POL)          | Miłosz Kruk (POL) · Mikołaj Miszczuk (POL) · 21–12, 19–21, 15–10              | Robert Juchnevič (LTU) · Artūr Vasiljev (LTU)      |
| Ljubljana Future Ljubljana, Slovenien US$5 000 28–31 juli 2022              | Bautista Amieva (ARG) · Leo Aveiro (ARG) · 21–17, 18–21, 18–16        | Louis Vandecaveye (BEL) · Gilles Vandecaveye (BEL)    | Zachery Schubert (AUS) · Thomas Hodges (AUS) · 21–16, 21–16                   | Đorđe Klašnić (SRB) · Lazar Kolarić (SRB)          |
| Mysłowice Future Mysłowice, Polen US$5 000 28–31 juli 2022                  | Patrikas Stankevičius (LTU) · Audrius Knašas (LTU) · 21–16, 21–9      | Jakub Szałankiewicz (POL) · Mateusz Florczyk (POL)    | Jakub Zdybek (POL) · Paweł Lewandowski (POL) · 21–9, 21–19                    | Mathias Seiser (AUT) · Moritz Kindl (AUT)          |
| Hamburg Elite 16 Hamburg, Tyskland US$150 000 10–14 augusti 2022            | Michał Bryl (POL) · Bartosz Łosiak (POL) · 21–18, 16–21, 29–27        | Alexander Brouwer (NED) · Robert Meeuwsen (NED)       | Nils Ehlers (GER) · Clemens Wickler (GER) · 23–21, 21–18                      | Stefan Boermans (NED) · Matthew Immers (NED)       |
| Budapest Future Budapest, Ungern US$5 000 11–14 augusti 2022                | Patrikas Stankevičius (LTU) · Audrius Knašas (LTU) · 21–16, 21–15     | Denys Denysenko (UKR) · Vladyslav Iemelianchyk (UKR)  | Piotr Janiak (POL) · Jędrzej Brożyniak (POL) · w/o                            | Kryštof Jan Oliva (CZE) · Tadeáš Trousil (CZE)     |
| Cortegaça Future Cortegaça, Portugal US$5 000 11–14 augusti 2022            | Calvin Ayé (FRA) · Quincy Ayé (FRA) · 21–12, 14–21, 15–13             | João Pedrosa (POR) · Hugo Campos (POR)                | Javier Bello (ENG) · Joaquin Bello (ENG) · w/o                                | Philipp Huster (GER) · Simon Pfretzschner (GER)    |
| Baden Future Baden, Österrike US$5 000 24–28 augusti 2022                   | Julian Hörl (AUT) · Alexander Horst (AUT) · 21–19, 21–15              | Robin Seidl (AUT) · Philipp Waller (AUT)              | Paul Pascariuc (AUT) · Laurenz Leitner (AUT) · 21–17, 22–24, 15–12            | Alexander Huber (AUT) · Christoph Dressler (AUT)   |
| Montpellier Future Montpellier, Frankrike US$5 000 24–28 augusti 2022       | Rolando Hernández (VEN) · Hernán Tovar (VEN) · 19–21, 21–17, 15–10    | Arthur Canet (FRA) · Téo Rotar (FRA)                  | Javier Huerta (ESP) · Óscar Jiménez (ESP) · 21–19, 21–18                      | Nils Ringøen (NOR) · Jo Sunde (NOR)                |
| Warszawa Future Warszawa, Polen US$5 000 1–4 september 2022                 | Markus Mol (NOR) · Jo Sunde (NOR) · 21–18, 21–17                      | Robert Juchnevič (LTU) · Artūr Vasiljev (LTU)         | Michał Korycki (POL) · Michał Kądzioła (POL) · 22–20, 21–19                   | River Day (ISR) · Kevin Cuzmiciov (ISR)            |
| Paris Elite 16 Paris, Frankrike US$150 000 28 september–2 oktober 2022      | Anders Mol (NOR) · Christian Sørum (NOR) · 21–19, 21–18               | Alexander Brouwer (NED) · Robert Meeuwsen (NED)       | Paolo Nicolai (ITA) · Samuele Cottafava (ITA) · 21–16, 21–16                  | Marco Grimalt (CHI) · Esteban Grimalt (CHI)        |
| Maldiverna Challenge Nalaguraidhoo, Maldiverna US$75 000 13–16 oktober 2022 | Cherif Younousse (QAT) · Ahmed Tijan (QAT) · 21–17, 21–15             | Troy Field (USA) · Chase Budinger (USA)               | David Åhman (SWE) · Jonatan Hellvig (SWE) · 21–14, 21–18                      | Sergiy Popov (UKR) · Eduard Reznik (UKR)           |
| Dubai Challenge 1 Dubai, Förenade arabemiraten US$75 000 22–25 oktober 2022 | Andrew Benesh (USA) · Miles Partain (USA) · 21–15, 21–17              | Sergiy Popov (UKR) · Eduard Reznik (UKR)              | Pedro Solberg (BRA) · Arthur Lanci (BRA) · 15–21, 21–18, 15–12                | Logan Webber (USA) · Evan Cory (USA)               |
| Dubai Challenge 2 Dubai, Förenade arabemiraten US$75 000 27–30 oktober 2022 | David Åhman (SWE) · Jonatan Hellvig (SWE) · 21–17, 21–12              | Tomás Capogrosso (ARG) · Nicolás Capogrosso (ARG)     | Taylor Crabb (USA) · Paul Lotman (USA) · 21–15, 21–18                         | Adrian Heidrich (SUI) · Leo Dillier (SUI)          |
| Sohar Future Suhar, Oman US$5 000 1–4 november 2022                         | Ha Likejiang (CHN) · Wu Jiaxin (CHN) · 24–22, 21–16                   | Mazin Al-Hashmi (OMA) · Hood Al Jalaboubi (OMA)       | Edgars Točs (LAT) · Kristians Fokerots (LAT) · 21–18, 20–22, 15–11            | Jan Dumek (CZE) · Jiří Sedlák (CZE)                |
| Cape Town Elite 16 Cape Town, Sydafrika US$150 000 3–6 november 2022        | Anders Mol (NOR) · Christian Sørum (NOR) · 21–19, 21–19               | David Åhman (SWE) · Jonatan Hellvig (SWE)             | Cherif Younousse (QAT) · Ahmed Tijan (QAT) · 22–20, 21–14                     | Robin Seidl (AUT) · Philipp Waller (AUT)           |
| Uberlândia Elite 16 Uberlândia, Brasilien US$150 000 9–13 november 2022     | George Wanderley (BRA) · André Stein (BRA) · 28–30, 21–15, 15–11      | Pedro Solberg (BRA) · Arthur Lanci (BRA)              | Anders Mol (NOR) · Christian Sørum (NOR) · 21–19, 19–21, 15–10                | Renato Carvalho (BRA) · Vitor Felipe (BRA)         |
| Red Sea Challenge Al Galala, Egypten US$75 000 17–20 november 2022          |                                                                       |                                                       |                                                                               |                                                    |
| Torquay Challenge Torquay, Australien US$75 000 23–27 november 2022         | Daniele Lupo (ITA) · Enrico Rossi (ITA) · 21–17, 21–18                | Adrian Carambula (ITA) · Alex Ranghieri (ITA)         | Chris McHugh (AUS) · Paul Burnett (AUS) · 21–18, 21–15                        | João Pedrosa (POR) · Hugo Campos (POR)             |
| Torquay Elite 16 Torquay, Australien US$150 000 29 november–3 december 2022 | Youssef Krou (FRA) · Arnaud Gauthier-Rat (FRA) · 22–20, 23–21         | Thomas Hodges (AUS) · Zachery Schubert (AUS)          | Adrian Carambula (ITA) · Alex Ranghieri (ITA) · 21–15, 21–16                  | Paul Lotman (USA) · Miles Evans (USA)              |
| Subic Bay Future Olongapo, Filippinerna US$5 000 9–11 december 2022         | Pithak Tipjan (THA) · Poravid Taovato (THA) · 21–15, 21–19            | Dunwinit Kaewsai (THA) · Intuch Techakijvorakul (THA) | Mārtiņš Pļaviņš (LAT) · Mihails Samoilovs (LAT) · 21–19, 21–17                | Surin Jongklang (THA) · Banlue Nakprakhong (THA)   |
| Haag Future Haag, Nederländerna US$5 000 27–30 december 2022                | Timo Hammarberg (AUT) · Laurenc Grössig (AUT) · 19–21, 21–16, 22–20   | Samuel Cattet (FRA) · Olivier Barthélémy (FRA)        | Erik Nijland (NED) · Matthew Immers (NED) · 15–21, 23–21, 16–14               | Nicolai Overgaard (DEN) · Mads Møllgaard (DEN)     |
| The Finals Doha, Qatar US$800 000 26–29 januari 2023                        | Anders Mol (NOR) · Christian Sørum (NOR) · 21–18, 21–18               | Michał Bryl (POL) · Bartosz Łosiak (POL)              | Paolo Nicolai (ITA) · Samuele Cottafava (ITA) · 22–20, 19–21, 16–14           | Alexander Brouwer (NED) · Robert Meeuwsen (NED)    |

## Turneringsmedaljer per land
| Nr                   | Nation               | Guld | Silver | Brons | Totalt |
| -------------------- | -------------------- | ---- | ------ | ----- | ------ |
| 1                    | USA                  | 11   | 8      | 5     | 24     |
| 2                    | Brasilien            | 8    | 7      | 11    | 26     |
| 3                    | Italien              | 6    | 6      | 9     | 21     |
| 4                    | Nederländerna        | 6    | 5      | 8     | 19     |
| 5                    | Polen                | 6    | 5      | 5     | 16     |
| 6                    | Kina                 | 6    | 4      | 3     | 13     |
| 7                    | Norge                | 6    | 1      | 2     | 9      |
| 8                    | Österrike            | 4    | 3      | 3     | 10     |
| 9                    | Ukraina              | 3    | 6      | 1     | 10     |
| 10                   | Litauen              | 3    | 1      | 3     | 7      |
| 11                   | Argentina            | 3    | 1      | 1     | 5      |
| 12                   | Australien           | 2    | 5      | 5     | 12     |
| 13                   | Tyskland             | 2    | 4      | 5     | 11     |
| 14                   | Tjeckien             | 2    | 4      | 1     | 7      |
| 15                   | Schweiz              | 2    | 2      | 3     | 7      |
| 16                   | Frankrike            | 2    | 2      | 0     | 4      |
| 17                   | Thailand             | 2    | 1      | 2     | 5      |
| 18                   | Qatar                | 2    | 1      | 1     | 4      |
| 18                   | Sverige              | 2    | 1      | 1     | 4      |
| 20                   | Kanada               | 1    | 2      | 1     | 4      |
| 21                   | Nya Zeeland          | 1    | 1      | 2     | 4      |
| 21                   | Spanien              | 1    | 1      | 2     | 4      |
| 23                   | Chile                | 1    | 1      | 0     | 2      |
| 23                   | Filippinerna         | 1    | 1      | 0     | 2      |
| 25                   | Finland              | 1    | 0      | 3     | 4      |
| 26                   | Serbien              | 1    | 0      | 0     | 1      |
| 26                   | Vanuatu              | 1    | 0      | 0     | 1      |
| 26                   | Venezuela            | 1    | 0      | 0     | 1      |
| 29                   | Slovenien            | 0    | 3      | 0     | 3      |
| 30                   | Lettland             | 0    | 2      | 4     | 6      |
| 31                   | Israel               | 0    | 2      | 1     | 3      |
| 31                   | Japan                | 0    | 2      | 1     | 3      |
| 33                   | Belgien              | 0    | 2      | 0     | 2      |
| 34                   | Estland              | 0    | 1      | 0     | 1      |
| 34                   | Oman                 | 0    | 1      | 0     | 1      |
| 34                   | Portugal             | 0    | 1      | 0     | 1      |
| 37                   | England              | 0    | 0      | 3     | 3      |
| 38                   | Danmark              | 0    | 0      | 1     | 1      |
| Totalt (38 nationer) | Totalt (38 nationer) | 87   | 87     | 87    | 261    |